# Giancarlo Cobelli
Giancarlo Cobelli (* 12. Dezember 1929 in Mailand; † 16. März 2012 in Rom) war ein italienischer Schauspieler und Filmregisseur.

## Leben
Cobelli erhielt seine schauspielerische Ausbildung am Piccolo Teatro seiner Geburtsstadt und arbeitete seit Beginn der 1950er Jahre intensiv für die Bühne und schnell auch für das Fernsehen. Bemerkenswerte Erfolge erzielte er 1957 mit seiner Interpretation in Histoire du soldat unter Giorgio Strehler. Die spöttische Weise seiner Darstellung in Verbindung mit seinem massigen Körper lobten die Kritiker in der Ein-Personen-Aufführung Cabaret '59; Cobelli spielte im Jahr darauf eine Fortsetzung. Nach einigen Jahren übernahm er auch die Inszenierung von Stücken, wobei er oftmals im Opernfach wirkte; noch in den 1990er Jahren gab es Aufführungen von Iphigénie en Tauride oder Il turco in Italia unter seiner Leitung. Daneben inszenierte (und schrieb teilweise) Cobelli auch Kabarettistisches und Komödien. Gegen Ende des Jahrtausends war er beim Emilia Romagna Teatro tätig.
Gelegentlich sah man Cobelli auf der Leinwand; dort war er meist im Charakterfach tätig. 1967 inszenierte er den Film Fermate il mondo… voglio scendere, den er auch geschrieben hatte. In den 1970er Jahren war er zwei Mal für das Fernsehen als Regisseur tätig und brachte 1973 eine Version von Woyzeck in die Kinos.

## Filmografie (Auswahl)
- 1955: Eine Frau für schwache Stunden (La bella mugnaia)
- 1963: Erstens – zweitens – drittens (I tre magnifici eroi)
- 1967: Das älteste Gewerbe der Welt (Le plus vieux métier du monde)
- 1967: Fermate il mondo… voglio scendere (Regie, Drehbuch)
- 1967: Der Widerspenstigen Zähmung (The Taming of the Shrew)
- 1968: Barbarella
- 1972: Der Planet Venus (Pianeta Venere)
- 1978: L’uomo difficile (Fernsehfilm)